# Jacques Poly
Jacques Poly, né le 23 mars 1927 à Chapelle-Voland (Jura), mort le 20 novembre 1997 à Paris, est un scientifique français, ingénieur agronome de formation, généticien, qui fut président-directeur général de l'Institut national de recherche agronomique.

## Biographie
Jacques Poly entre à 19 ans à l’Institut national agronomique à Paris (INA, aujourd’hui AgroParisTech) et  sort major de sa promotion en 1948. Il choisit de se spécialiser en génétique animale. Recruté à l'INRA en 1948 il est nommé maître de recherches en 1957. Il fonde le département de génétique animale de l'INRA. 
Sa carrière prend un tournant plus politique lorsqu'il devient conseiller de deux ministres de l'Agriculture jurassiens comme lui, Edgar Faure (de 1966 à 1968) et Jacques Duhamel (de 1969 à 1971). Jacques Poly est à l'origine d'une loi très importante pour l'élevage français, la Loi sur l'Élevage du 28 décembre 1966, dite aussi Loi Poly, qui a accompagné le développement et l'organisation de l'amélioration génétique des productions animales en France. Il retourne ensuite à l'INRA  où il occupe successivement les fonctions de directeur général adjoint de l’Inra, chargé des questions scientifiques en 1972, puis de directeur général, en 1978 et enfin de président-directeur général de l’Inra, de 1980 à 1989.
Il publie en juillet 1978 un rapport intitulé « Pour une agriculture plus économe et plus autonome ».
Il est admis  à faire valoir ses droits à la retraite à l’Inra à compter du 1er novembre 1989. 